# Sofronie al Ierusalimului
Sofronie de Ierusalim (n. 560 d.Hr., Damasc, Imperiul Roman de Răsărit – d. 11 martie 638 d.Hr., Ierusalim, perioada islamică timpurie în Palestina⁠(d)) a fost un scriitor bisericesc, patriarh al Ierusalimului din 634 până la moarte. 